# Victor-Augustin de Méliand
Victor-Augustin de Méliand (né le 10 juillet 1626 à Paris et mort  le 23 septembre 1713 à Paris) est un ecclésiastique qui fut successivement évêque de Gap de 1679 à 1684, puis évêque d'Alet de 1684 à 1698.

## Biographie
Victor-Augustin est le 3e fils de Blaise de Méliand († 1661), conseiller au Parlement de Paris, ambassadeur auprès de la Confédération suisse et de Geneviève Hurault. Destiné à l'Église, il est d'abord supérieur de Notre-Dame de la Madeleine de Tresnel près de Paris. Aumônier de la Reine-mère, il est pourvu en 1648 en commende de abbaye Saint-Étienne de Bassac dans le diocèse de Saintes, il est également prieur commendataire de Notre-Dame de Montluçon et prévôt de Chardavon, fonction qu'il résigne seulement en 1707.
Victor-Augustin Méliand  est désigné comme évêque de Gap en 1679, confirmé le 27 mai 1680 et est consacré en juillet suivant par l'archevêque d'Albi. Il est transféré à l'évêché d'Alet en 1684 mais du fait de la querelle liée à l'affaire de la régale, il n'est confirmé que le 7 juillet 1692. Il rencontre ensuite des difficultés dans l'administration de son diocèse et met en avant sa « mauvaise santé » pour résigner son siège dès 1698. Il  se retire à Paris au séminaire des Bons-Enfants où il meurt 15 ans plus tard en 1713.